# Mns Blang /Blt
Mns Blang /Blt is een bestuurslaag in het regentschap Lhokseumawe van de provincie Atjeh, Indonesië. Mns Blang /Blt telt 1943 inwoners (volkstelling 2010).